# Ruoms
Ruoms – miejscowość i gmina we Francji, w regionie Owernia-Rodan-Alpy, w departamencie Ardèche.
Według danych na rok 1990 gminę zamieszkiwało 1858 osób, a gęstość zaludnienia wynosiła 153 osoby/km² (wśród 2880 gmin regionu Rodan-Alpy Ruoms plasuje się na 463. miejscu pod względem liczby ludności, natomiast pod względem powierzchni na miejscu 970.).

## Populacja

Populacja Ruoms w latach 1962-2008